# Sergei Hohlov-Simson
Sergei Hohlov-Simson (* 22. April 1972 in Pärnu) ist ein ehemaliger estnischer Fußballspieler.
Er spielte unter anderem für FC Flora Tallinn und FC Levadia Tallinn, wo er Estnischer Meister und Pokalsieger wurde. Bei einem kurzen Abstecher nach Israel waren Hapoel Kfar Saba und Hapoel Taibe seine weiteren Stationen. In der Saison 2006 ließ er seine Karriere beim unterklassigen Klub FC Toompea ausklingen.